# Фондапаринукс
Фондапаринукс (торговое наименование Арикстра) — антикоагулянтное лекарственное средство, ингибитор фактора свёртывания крови Xа. Является синтетическим пентасахаридом.

## Применение в медицине
Фондапаринукс используется для профилактики тромбоза глубоких вен у пациентов, перенесших ортопедические операции и помогает в лечении тромбоза глубоких вен и тромбоэмболии легочной артерии.
Препарат уменьшает риск ишемических явлений, приостанавливает интенсивные кровотечения и облегчает долгосрочные смерти и заболевания.
Изначально, Фондапаринукс был исследован для использования в сочетании со Стрептокиназой.

### Венозная тромбоэмболия
Доказательства среднего или высокого качества показывают, что фондапаринукс более эффективен для краткосрочной профилактики венозной тромбоэмболии (ВТЭ) чем плацебо или низкомолекулярный гепарин (НМГ). Препарат снижает общую ВТЭ, тромбоз глубоких вен, общую тромбоэмболию легочной артерии (ТЭЛА) и симптоматическую ВТЭ. Также, фондапаринукс не демонстрирует снижения смертности в сравнении с плацебо и НМГ, однако, увеличивает интенсивное кровотечение по сравнению с плацебо и НМГ, соответственно. Поэтому при выборе фондапаринукса для профилактики ВТЭ следует обращать внимание на риск кровотечений и тромбозов у пациента.
Большинство доступных данных было получено из исследований пациентов, перенесших ортопедические операции. Следовательно, заключение относится к этим пациентам. Данные о других клинических состояниях, таких как внутренняя медицинская и абдоминальная хирургия, по большей части отсутствуют .

### Тромбоз глубоких вен
Тромбоз глубоких вен - это заболевание, вызываемое образованием сгустка крови в глубоких венах, зачастую в области ног. Традиционное лечение состоит из инъекций антикоагулянта гепаринов в течение пяти-семи дней и длительной терапией пероральными антикоагулянтами (антагонистами витамина К, например варфарином) после. Однако высокий риск кровотечения и необходимость частого лабораторного контроля являются весомыми изъянами традиционной терапии.
Пентасахариды фондапаринукс, идрапаринукс и идрабиотапаринукс имеют более предсказуемый эффект и удобный метод дозирования по сравнению с традиционным лечением. Пентасахариды также не требуют лабораторного контроля и мало взаимодействуют с другими лекарствами и продуктами питания. Во многих случаях они могут быть более рентабельными, а вредный эффект, известный как гепарин-индуцированная тромбоцитопения (инъекции гепарина, вызывающие повышение риска тромбоэмболических осложнений), возникает редко. Возможные недостатки пентасахаридов заключаются в том, что они могут быть вредными для людей с тяжелой почечной недостаточностью и людей, нуждающихся в внутривенных или подкожных инъекциях этого лекарства.
Обзор показал, что пентасахарид фондапаринукс (в дозах 5,0 мг, 7,5 мг и 10,0 мг) на пару с антагонистом витамина К могут проявлять аналогичные эффективность и вредные эффекты по сравнению с традиционным лечением тромбоза глубоких вен. Идрапаринукс в дозе 2,5 мг и идрабиотапаринукс в дозе 3,0 мг вызвали высокое количество кровотечений.
Основные результаты по эффективности и вреду фондапаринукса с антагонистом витамина К были оценены как довольно неплохие. Это означает, что эти результаты могут быть верными, но дополнительные исследования могут изменить оценки.
Дополнительные исследования были в зависимости от результата неточными, и/или их качество считалось низким/очень низким. Качество результатов доказательств снизилось из-за риска систематической ошибки .

### Тромбофлебит ног
Профилактическая доза фондапаринукса в течение 45 дней, является действенным лечением поверхностного тромбофлебита ног для большинства людей. Результаты местного лечения или хирургического вмешательства не до конца изучены и не содержат информации про клиническую практику влияния этих методов лечения на ВТЭ.
Для оценки роли ривароксабана и других прямых пероральных ингибиторов фактора X или тромбина, НМГ и НПВС необходимы дальнейшие исследования. Пока, нет никаких данных про оптимальные дозы и продолжительность лечения у людей с различным риском рецидива; и может ли комбинированная терапия быть более эффективной, чем однократное лечение. Для выяснения роли местного и хирургического лечения должны быть проведены исследования.

### Рак
Больные раком имеют повышенный риск образования тромбов. Влияние низкомолекулярного гепарина на смертность в сравнении с нефракционированным гепарином остается неизвестным. Недостаточно информации, чтобы подтвердить превосходство в снижении рецидивов тромбообразования [повторного образования кровяных сгустков], риска кровотечения или безопасность этих двух лекарств в сравнении. Кроме того, не было подтверждено или исключено, что фондапаринукс оказывает какое‐либо влияние на смертность, образование тромбов или кровотечения, в сравнении с гепаринами. По некоторым сведениям, низкомолекулярный гепарин (НМГ), возможно, превосходит нефракционированный гепарин (НФГ) в снижении смертности при начальном лечении венозной тромбоэмболии (ВТЭ) у больных раком. Но уверенность в этом эффекте снижается как из-за риска смещения во включенных исследованиях и из-за вероятности смещения публикации.

### Способы введения
Фондапаринукс вводится подкожно.

### Сравнение с другими агентами
Одним из потенциальных преимуществ фондапаринукса перед НМГ или нефракционированным гепарином является то, что риск гепарин-индуцированной тромбоцитопении (ГИТ) значительно ниже. Кроме того, были данные о случаях использования фондапаринукса для антикоагуляции пациентов с установленным ГИТ, поскольку они не имели средств на PF4. Однако почечная экскреция фондапаринукса не позволяет его использование у пациентов с почечной дисфункцией.
В отличие от прямых ингибиторов фактора Ха, препарат опосредует свои эффекты непосредственно через антитромбин III, но в отличие от гепарина он селективен в отношении фактора Ха.

## Фармакологические свойства

### Механизм действия
Фондапаринукс - синтетический ингибитор пентасахаридного фактора Ха. Фондапаринукс связывает антитромбин и ускоряет его ингибирование фактора Ха.
За исключением О-метильной группы на восстанавливающем конце молекулы, идентичность и последовательность пяти мономерных сахарных единиц, содержащихся в фондапаринуксе, идентичны последовательности из пяти мономерных сахарных единиц, которые могут быть выделены после химического или ферментативного расщепления полимерные гликозаминогликаны гепарин и гепарансульфат (HS). Также, в гепарине и гепарансульфате эта мономерная последовательность формирует высокоаффинный сайт связывания для антитромбина (AT) фактора свертывания крови. Было доказано, что связывание гепарина или HS с АТ увеличивает антикоагулянтную активность антитромбина в 1000 раз. В отличие от гепарина фондапаринукс не ингибирует тромбин.

## Химические свойства

### Сокращения
- GlcNS6S = 2-дезокси-6-O-сульфо-2- (сульфоамино) -α-D-глюкопиранозид
- GlcA = β-D-глюкопирануронозид
- GlcNS3,6S = 2-дезокси-3,6-ди-O-сульфо-2- (сульфоамино) -α-D-глюкопиранозил
- IdoA2S = 2-O-сульфо-α-L-идопирануронозид
- GlcNS6SOMe = метил-O-2-дезокси-6-O-сульфо-2- (сульфоамино) -α-D-глюкопиранозид

Последовательность моносахаридов - D-GlcNS6S-α- (1,4) -D-GlcA-β- (1,4) -D-GlcNS3,6S-α- (1,4) -L-IdoA2S-α- ( 1,4) -D-GlcNS6S-OMe